# 申庸雨 (公務員)
申庸雨（韓語：신용우，1912年10月16日—1989年）是大韓民國的一名公務員與律師。

## 職業生涯
- 高中行政管理及格
- 內務部務長
- 首爾市政府
- 1960年，成為第三任專賣廳（朝鲜语：전매청）壟斷科官員
- 韓國人力資源委員會主席
- 執業律師
- 注冊專利代理人
- 1963-1966年間，出任全羅南道知事